# Gerbilliscus validus
Gerbilliscus validus és una espècie de mamífer rosegador de la família dels múrids. Viu a Angola, Burundi, la República Democràtica del Congo, Etiòpia, Kenya, Mali, Ruanda, el Sudan, el Sudan del Sud, Tanzània, Uganda, Zàmbia i Zimbàbue. Els seus hàbitats naturals són les sabanes seques i la terra arable. És una espècie en risc mínim, és a dir, no sembla que hi hagi cap amenaça significativa per a la seva supervivència.